# Brecht-Schule Hamburg
Die Brecht-Schule Hamburg ist eine Privatschule in Hamburg, die in der Nachkriegszeit gegründet wurde. Die Schule ist nach ihrem Gründer Heinrich Brecht benannt. Die Schule vereint die Schulformen Grundschule, Stadtteilschule, Gymnasium, Höhere Handelsschule und Abendgymnasium, und ist auf Begabtenförderung spezialisiert. Das historische Schulgebäude im Stadtteil St. Georg steht unter Denkmalschutz, dazu kommt ein Neubau.

## Geschichte
Die Schule wurde vom Hamburger Mathematiklehrer Heinrich Brecht (1906–1966) gegründet.
1967 erteilte die Hamburger Schulbehörde dem „Privaten Gymnasium Brecht“ die Genehmigung zum Schulbetrieb als Ersatzschule mit externer Prüfung.
1974 wurde diese Genehmigung der Privaten Realschule Brecht erteilt, 1977 dann der Berufsfachschule Wirtschaft und Verwaltung.
2001 erteilte die Hamburger Schulbehörde dem Privaten Abendgymnasium Brecht die staatliche Genehmigung. Im selben Jahr begann der erste Jahrgang von sieben hochbegabten Kindern der 5. Klasse den Unterricht am Gymnasium der Brecht-Schule. Sprachfächer und Naturwissenschaften wurden dabei separiert unterrichtet, also nur mit den hochbegabten Kindern. In Kunst, Musik, Sport und im „Sozialen Lernen“ wurde der Unterricht hingegen zusammen mit den anderen, normalbegabten Kindern der Klassenstufe erteilt.
Von Anfang 2000 bis 2006 verdoppelte sich die Zahl der Schüler auf über 800. 2003 zogen Grund- und Realschule sowie die Sekundarstufe I des Gymnasiums an den neu übernommenen Standort Norderstraße. Die gymnasiale Oberstufe, die Handelsschule sowie das Abendgymnasium blieben vorerst am Holzdamm 36–38, direkt am Hauptbahnhof.
2004 erhielt auch die Private Grundschule Brecht die staatliche Genehmigung. Mit Stand 2009 besaßen das Gymnasium, die Realschule (für die Klassen 7 bis 9) und die Berufsfachschule Wirtschaft und Verwaltung auch die staatliche Anerkennung als Ersatzschule, konnten also ihre Prüfungen selbst abnehmen. 2010 wurde die Realschule im Rahmen der Hamburger Schulreform in eine Stadtteilschule umgewandelt.
Mit der Fertigstellung des Neubaus an der Norderstraße zogen die noch am Holzdamm verbliebenen Schulteile 2011 dorthin um, und die Schule gab den Standort Holzdamm auf.
Am Abend des 21. Juni 2024 wurden bei einem Großbrand im Dachstuhl des Altbaus in der Norderstraße ca. 600 Quadratmeter vom Schuldach zerstört.

## Lage und Architektur

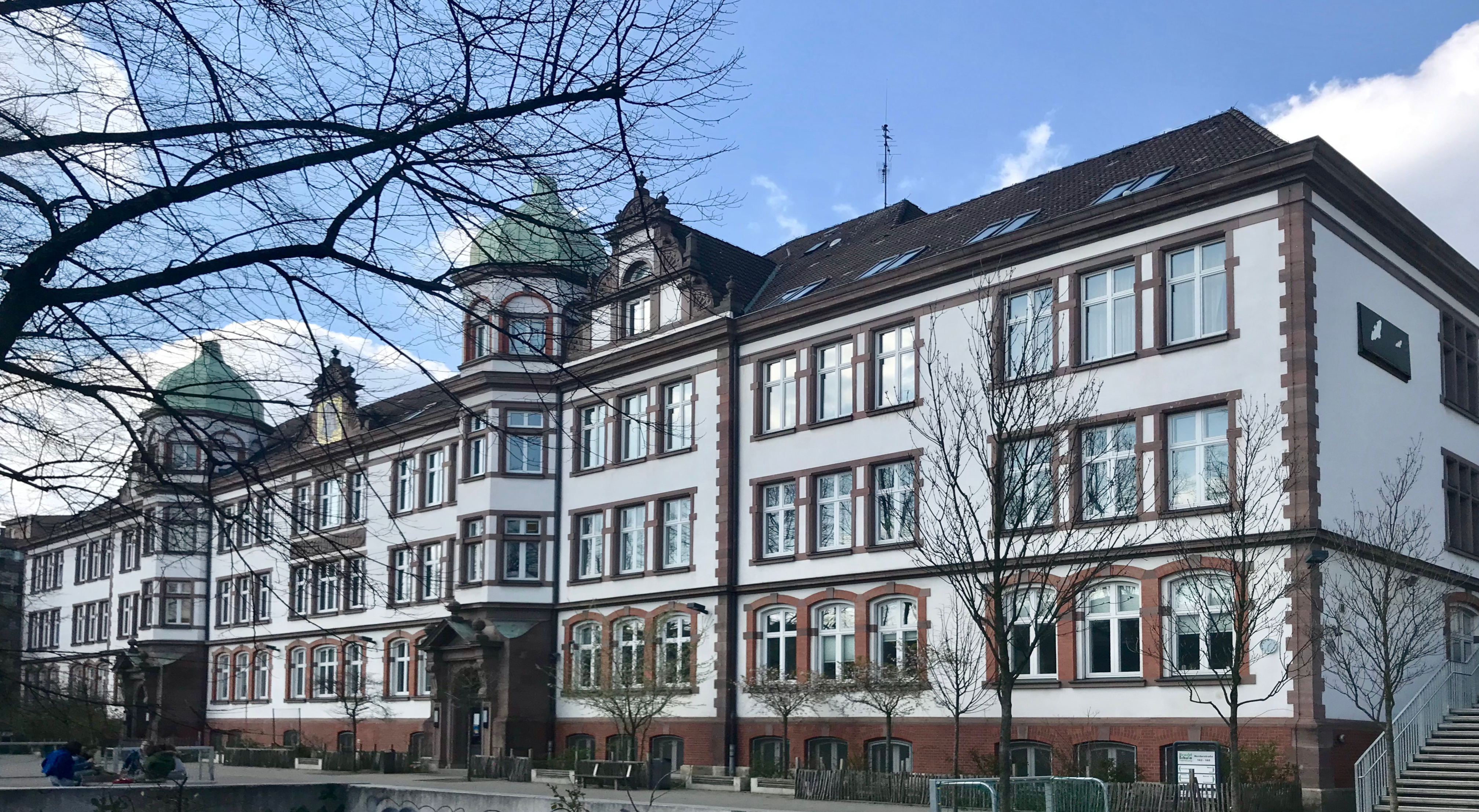
Altbau in der Norderstraße

Das Schulgebäude in der Norderstraße 163 und 165 in St. Georg wurde von 1902 bis 1903 für die Volksschule Norderstraße errichtet. Die Planung hatte 1898 begonnen; die Entwürfe stammten von den Bauinspektoren Rix und Janssen, die unter Aufsicht des Hamburger Baudirektors Carl Johann Christian Zimmermann arbeiteten. Es handelt sich um ein Doppelschulhaus mit getrennten Eingängen, in dem eine Knaben- und eine Mädchenschule untergebracht waren. Das Gebäude steht unter Denkmalschutz.
Bis 1939 wurden dort Jungen und Mädchen getrennt unterrichtet. Von 1946 bis 1951 war dies Standort der Kunstschule „Der Baukreis“. Später diente das Gebäude der Grundschule Norderstraße, die aufgelöst wurde. Das Gebäude wurde von der Brecht-Schule erworben, die es seit 2003 nutzt.

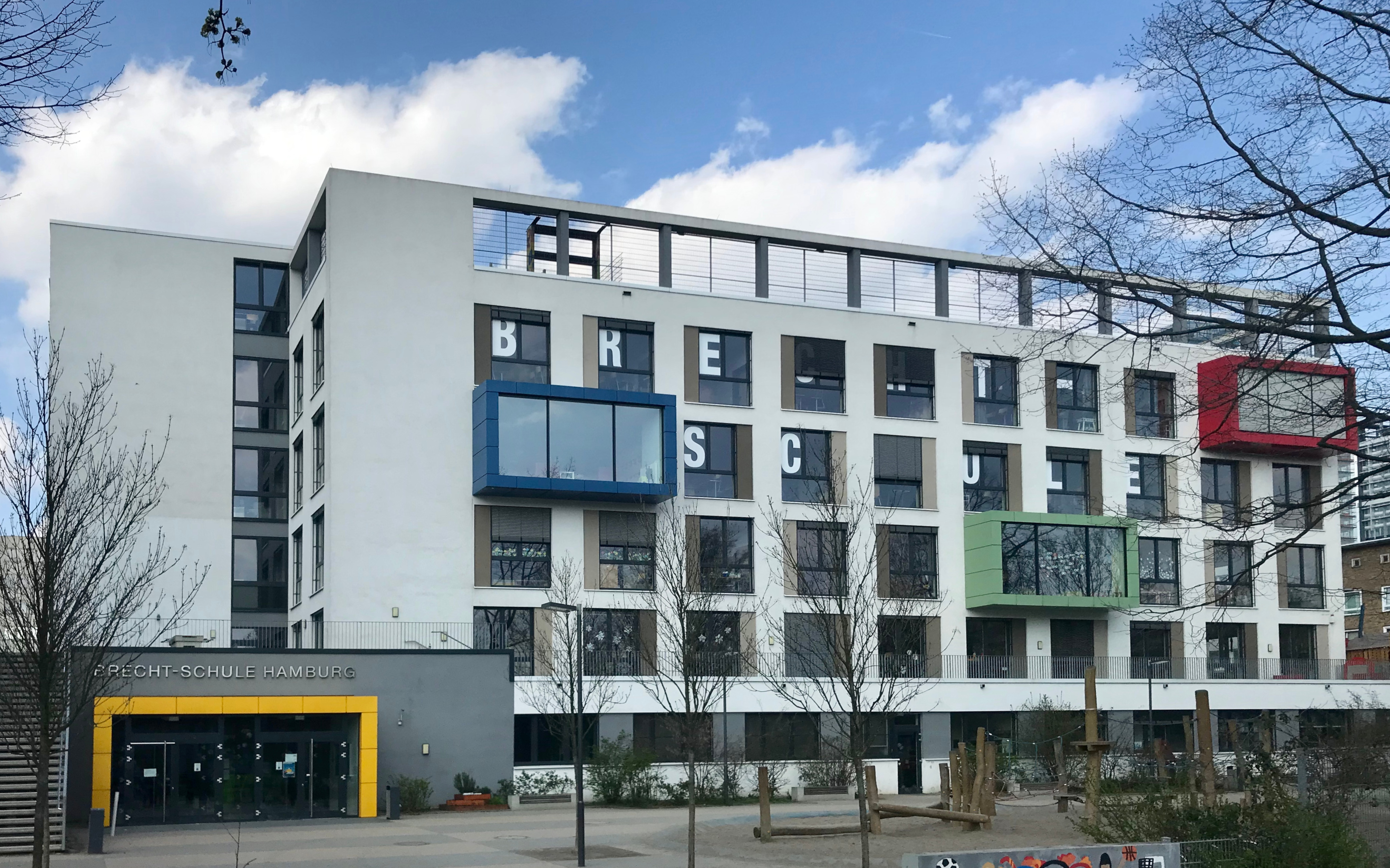
Neubau in der Norderstraße

Von 2010 bis 2011 wurde angrenzend an den Altbau ein Neubau mit 24 Klassenräumen sowie Differenzierungs- und Fachräumen errichtet. Teil des ursprünglichen Architekturkonzeptes war die Einsparung von Energie durch Erdwärme-Nutzung, Wärmerückgewinnung aus der Abluft sowie eine Doppelfassade.

## Schulformen
Die Brecht-Schule Hamburg besteht aus fünf Schulzweigen, die alle staatlich anerkannt sind:
- Private Grundschule Brecht: 279 Schüler in der Primarstufe (Schuljahr 2017/18[1])
- Private Stadtteilschule Brecht: 242 Schüler, davon 170 in der Sek I und 72 in der Sek II (Schuljahr 2017/18[1])
- Privates Gymnasium Brecht: 510 Schüler, davon 387 in der Sek I und 123 in der Sek II (Schuljahr 2017/18[1])
- Private Höhere Handelsschule Brecht
- Privates Abendgymnasium Brecht

Die Brecht-Schule Hamburg wird als gemeinnützige GmbH geführt. Alle Gesellschafter sind auch Mitarbeiter der Schule.

## Bekannte Ehemalige
- Luis Engel (* 2002), Schachgroßmeister
- Timo Brandt (* 1992), Lyriker